# Liga de Campeones de voleibol masculino de 2013-14
La Liga de Campeones de voleibol masculino de 2013-14 fue la 55° edición de la historia de la competición organizada por la CEV entre el 22 de octubre de 2013 y el 23 de marzo de 2014. La Final Four se disputó en la ciudad turca de Ankara donde los rusos del Belogori'e Bélgorod ganaron su tercera Liga de Campeones tras los triunfos en las temporadas 2002-03 y 2003-04.

## Equipos participantes
En la edición de la Liga de Campeones de 2013-14 participan 28 equipos; 25 de estos son definidos según el coeficiente CEV de las ligas que se determina basándose en los resultados de los clubes durante las anteriores temporadas. Las otras tres plazas son entregadas por medio de wild card por la misma CEV; todavía debido a la renuncia de los equipos de España y Serbia la federación añade otras dos wild card.
| Pos. | País            | Plazas | Equipos                                                      | Wild card            | Tot |
| 1    | Italia          | 3      | Trentino Volley, Pallavolo Piacenza y Lube Macerata          |                      | 3   |
| 2    | Polonia         | 3      | Resovia Rzeszów, ZAKSA Kędzierzyn-Koźle y Jastrzębski Węgiel |                      | 3   |
| 3    | Rusia           | 2      | Belogori'e Bélgorod y VK Zenit Kazán                         | VKL Novosibirsk      | 3   |
| 4    | Bélgica         | 2      | Noliko Maaseik y Knack Roeselare                             |                      | 2   |
| 5    | Turquía         | 2      | Arkas Esmirna y Halkbank Ankara                              | Galatasaray S.K      | 3   |
| 6    | Francia         | 2      | Tours Volley-Ball y París Volley                             |                      | 2   |
| 7    | Alemania        | 2      | SSC Berlín y VfB Friedrichshafen                             |                      | 2   |
| 8    | Grecia          | 1      | Olympiacos SF Pireo                                          |                      | 1   |
| 9    | Eslovenia       | 1      | ACH Volley                                                   |                      | 1   |
| 10   | Austria         | 1      | SK Aich/Dob                                                  | Hypo Tirol Innsbrick | 2   |
| 11   | España          | 1      | sin equipo                                                   |                      | 0   |
| 12   | Rumania         | 1      | Tomis Constanza                                              |                      | 1   |
| 13   | Serbia          | 1      | sin equipo                                                   |                      | 0   |
| 14   | Montenegro      | 1      | Rivijera Budva                                               |                      | 1   |
| 15   | Bulgaria        | 1      | Marek Union                                                  |                      | 1   |
| 16   | República Checa | 1      | VK Ostrava                                                   | VK Budejovice        | 2   |
| 17   | Suiza           | nc     |                                                              | PV Lugano            | 1   |

## Fase de grupos

### Fórmula
El 28 de junio en Viena los equipos fueron sorteados en siete grupo de cuatro; equipo del mismo país no pueden estar en el mismo grupo. Todavía en esta edición los rusos del VKL Novosibirsk participan por medio de una wild card especial; pese a ser los vigentes campeones de Europa no fueron capaz de acabar la Superliga rusa en una posición que les hubiera garantizado la calificación a la Champions League 2013-14. Pueden ser sorteados en cualquier grupo y de hecho acabaron en el grupo E donde ya estaba el equipo ruso del Zenit Kazán.
En la fase de grupos los equipo reciben tres puntos por cada victoria obtenida con el resultado de 3-1 y 3-0 y dos puntos si el triunfo es por 3-2; reciben un punto por cada derrota por 2-3 y ninguno por los partidos perdidos por 1-3 y 3-0. Los primeros equipos de cada grupo y los seis mejores segundos se clasifican a la siguiente ronda. El primer criterio de desempate es el ratio/set y luego el ratio/puntos.
Los cuatro mejores equipos entre los eliminados de la fase grupos (de hecho el peor de los segundos y los tres mejores terceros) son repescados para el Challenge Round de la Copa CEV 2013-14.

|  | Equipos clasificados para los Playoff de la Liga de Campeones 2013-14. |
|  | Equipos repescados para el Challenge Round de la Copa CEV 2013-14.     |
|  | Equipos eliminados de la competición.                                  |

### Grupo A
| Pos. | Equipo             | Pt | G | P | SG | SP | Ratio | PG  | PP  | Ratio |
| ---- | ------------------ | -- | - | - | -- | -- | ----- | --- | --- | ----- |
| 1.   | Pallavolo Piacenza | 16 | 5 | 1 | 17 | 5  | 3.400 | 519 | 454 | 1.143 |
| 2.   | Tours Volley-Ball  | 13 | 5 | 1 | 15 | 8  | 1.875 | 533 | 483 | 1.104 |
| 3.   | ACH Volley         | 4  | 1 | 5 | 8  | 15 | 0.533 | 498 | 541 | 0.921 |
| 4.   | Marek Union        | 4  | 1 | 5 | 3  | 15 | 0.200 | 373 | 445 | 0.838 |

|     | Pia | Tou | ACH | Mar |
| --- | --- | --- | --- | --- |
| Pia | -   | 3-0 | 3-1 | 3-0 |
| Tou | 3-2 | -   | 3-2 | 3-0 |
| ACH | 1-3 | 1-3 | -   | 3-0 |
| Mar | 1-3 | 0-3 | 3-0 | -   |

### Grupo B
| Pos. | Equipo              | Pt | G | P | SG | SP | Ratio  | PG  | PP  | Ratio |
| ---- | ------------------- | -- | - | - | -- | -- | ------ | --- | --- | ----- |
| 1.   | Belogori'e Bélgorod | 18 | 6 | 0 | 18 | 0  | máximo | 456 | 348 | 1.310 |
| 2.   | Noliko Maaseik      | 9  | 3 | 3 | 10 | 9  | 1.111  | 439 | 420 | 1.045 |
| 3.   | Olympiacos Pireo    | 9  | 3 | 3 | 9  | 11 | 0.818  | 460 | 483 | 0.952 |
| 4.   | VK Ostrava          | 0  | 0 | 6 | 1  | 18 | 0.056  | 373 | 477 | 0.782 |

|     | Bel | Maa | Oly | Ost |
| --- | --- | --- | --- | --- |
| Bel | -   | 3-0 | 3-0 | 3-0 |
| Maa | 0-3 | -   | 3-0 | 3-0 |
| Oly | 0-3 | 3-1 | -   | 3-0 |
| Ost | 0-3 | 0-3 | 1-3 | -   |

### Grupo C
| Pos. | Equipo          | Pt | G | P | SG | SP | Ratio | PG  | PP  | Ratio |
| ---- | --------------- | -- | - | - | -- | -- | ----- | --- | --- | ----- |
| 1.   | Resovia Rzeszów | 13 | 4 | 2 | 14 | 7  | 2.000 | 502 | 449 | 1.118 |
| 2.   | Rivijera Budva  | 12 | 4 | 2 | 14 | 9  | 1.156 | 530 | 488 | 1.086 |
| 3.   | París Volley    | 11 | 4 | 2 | 12 | 9  | 1.333 | 483 | 476 | 1.015 |
| 4.   | VK Budejovice   | 0  | 0 | 6 | 3  | 18 | 0.163 | 421 | 523 | 0.805 |

|     | Res | RiB | Par | VKB |
| --- | --- | --- | --- | --- |
| Res | -   | 2-3 | 3-0 | 3-1 |
| RiB | 3-0 | -   | 2-3 | 3-0 |
| Par | 0-3 | 3-0 | -   | 3-0 |
| VKB | 0-3 | 1-3 | 1-3 | -   |

### Grupo D
| Pos. | Equipo          | Pt | G | P | SG | SP | Ratio | PG  | PP  | Ratio |
| ---- | --------------- | -- | - | - | -- | -- | ----- | --- | --- | ----- |
| 1.   | Trentino Volley | 15 | 5 | 1 | 15 | 4  | 3.750 | 454 | 374 | 1.214 |
| 2.   | SSC Berlín      | 15 | 5 | 1 | 16 | 5  | 3.200 | 513 | 428 | 1.199 |
| 3.   | PV Lugano       | 4  | 2 | 4 | 7  | 16 | 0.438 | 428 | 525 | 0.834 |
| 4.   | Arkas Esmirna   | 2  | 0 | 6 | 5  | 18 | 0.278 | 450 | 528 | 0.582 |

|     | Trn | Ber | Lug | Esm |
| --- | --- | --- | --- | --- |
| Trn | -   | 3-1 | 3-0 | 3-0 |
| Ber | 3-0 | -   | 3-0 | 3-0 |
| Lug | 0-3 | 1-3 | -   | 3-2 |
| Esm | 0-3 | 1-3 | 2-3 | -   |

### Grupo E
| Pos. | Equipo          | Pt | G | P | SG | SP | Ratio | PG  | PP  | Ratio |
| ---- | --------------- | -- | - | - | -- | -- | ----- | --- | --- | ----- |
| 1.   | VK Zenit Kazán  | 14 | 5 | 1 | 15 | 9  | 1.167 | 553 | 503 | 1.099 |
| 2.   | Lube Macerata   | 12 | 4 | 2 | 15 | 8  | 1.875 | 524 | 490 | 1.069 |
| 3.   | VKL Novosibirsk | 8  | 2 | 4 | 12 | 13 | 0.923 | 553 | 549 | 1.007 |
| 4.   | SK Aich/Dob     | 2  | 1 | 5 | 5  | 17 | 0.294 | 433 | 521 | 0.831 |

|     | Zen | Mac | Nov | Dob |
| --- | --- | --- | --- | --- |
| Zen | -   | 3-2 | 3-1 | 3-1 |
| Mac | 3-0 | -   | 3-2 | 3-0 |
| Nov | 1-3 | 3-1 | -   | 3-0 |
| Dob | 1-3 | 0-3 | 3-2 | -   |

### Grupo F
| Pos. | Equipo               | Pt | G | P | SG | SP | Ratio | PG  | PP  | Ratio |
| ---- | -------------------- | -- | - | - | -- | -- | ----- | --- | --- | ----- |
| 1.   | Jastrzębski Węgiel   | 14 | 5 | 1 | 16 | 18 | 2.000 | 587 | 554 | 1.060 |
| 2.   | Halkbank Ankara      | 13 | 4 | 2 | 15 | 8  | 1.875 | 567 | 519 | 1.092 |
| 3.   | Tomis Constanza      | 9  | 3 | 3 | 12 | 12 | 1.000 | 552 | 536 | 1.030 |
| 4.   | Hypo Tirol Innsbruck | 0  | 0 | 6 | 3  | 18 | 0.167 | 423 | 520 | 0.813 |

|     | Jas | Ank | Con | Inn |
| --- | --- | --- | --- | --- |
| Jas | -   | 3-2 | 3-1 | 3-0 |
| Ank | 3-1 | -   | 1-3 | 3-0 |
| Con | 1-3 | 1-3 | -   | 3-1 |
| Inn | 1-3 | 0-3 | 1-3 | -   |

### Grupo G
| Pos. | Equipo              | Pt | G | P | SG | SP | Ratio | PG  | PP  | Ratio |
| ---- | ------------------- | -- | - | - | -- | -- | ----- | --- | --- | ----- |
| 1.   | Knack Roeselare     | 17 | 6 | 0 | 18 | 6  | 3.000 | 587 | 543 | 1.081 |
| 2.   | VfB Friedrichshafen | 9  | 2 | 4 | 13 | 13 | 1.000 | 592 | 577 | 1.026 |
| 3.   | Kędzierzyn-Koźle    | 8  | 3 | 3 | 13 | 13 | 1.000 | 582 | 577 | 1.009 |
| 4.   | Galatasaray S.K     | 2  | 1 | 5 | 5  | 17 | 0.294 | 471 | 535 | 0.880 |

|     | Roe | Fri | Kek | Gal |
| --- | --- | --- | --- | --- |
| Roe | -   | 3-1 | 3-1 | 3-1 |
| Fri | 2-3 | -   | 2-3 | 3-0 |
| KeK | 1-3 | 3-2 | -   | 3-0 |
| Gal | 0-3 | 1-3 | 3-2 | -   |

## Fase de Playoffs

### Fórmula
La CEV elige el equipo organizador de la Final Four entre los trece calificados tras la fase de grupos; dicho equipo es automáticamente calificado para la semifinal de la Liga de Campeones. Los equipos restantes participan en la fase de playoff disputada en eliminatorias a doble partido: el equipo que gana los dos se clasifica para la siguiente ronda. En la eventualidad que ambos equipos se hayan llevado un partido, se disputará un set de desempate a los 15 puntos llamado golden set o set de oro solamente si: 

- los dos equipo ganaron el mismo número de set o

- los equipos ganaron por 3-0 o 3-1 y perdieron por 0-3 o 1-3
Equipo procedentes del mismo grupo no pueden enfrentarse en la ronda de Playoff 12 mientras que en la eventualidad que tres equipos del mismo país se clasifican para los Playoff 6 habrá que emparejar dos de ellas porqué no pueden estar más de dos equipos del mismo país en las semifinales de la Final Four.
El sorteo de la fase de playoff tuvo lugar el 19 de diciembre de 2013 en la sede de la CEV en Ciudad de Luxemburgo y la organización de la Final Four fue entregada a los turcos del Halkbank Ankara en la misma capital de Turquía.

### Cuadro
|  | Playoff 12                      | Playoff 12                      | Playoff 12                      |   |  | Playoff 6                          | Playoff 6                          | Playoff 6                          |
|  | 14-16 de enero - 21-23 de enero | 14-16 de enero - 21-23 de enero | 14-16 de enero - 21-23 de enero |   |  | 05-6 de febrero - 11-13 de febrero | 05-6 de febrero - 11-13 de febrero | 05-6 de febrero - 11-13 de febrero |
|  |                                 |                                 |                                 |   |  |                                    |                                    |                                    |
|  | SSC Berlín                      | 0                               | 0                               |   |  |                                    |                                    |                                    |
|  | VK Zenit Kazán                  | 3                               | 3                               |   |  |                                    |                                    |                                    |
|  |                                 |                                 |                                 |   |  | VK Zenit Kazán                     | 3                                  | 3                                  |
|  |                                 | Pallavolo Piacenza              | 0                               | 0 |  |                                    |                                    |                                    |
|  | Lube Macerata                   | 3                               | 0                               |   |  |                                    |                                    |                                    |
|  | Pallavolo Piacenza (sdo)        | 0                               | 3                               |   |  |                                    |                                    |                                    |
|  |                                 |                                 |                                 |   |  |                                    |                                    |                                    |
|  | Noliko Maaseik                  | 1                               | 1                               |   |  |                                    |                                    |                                    |
|  | Trentino Volley                 | 3                               | 3                               |   |  |                                    |                                    |                                    |
|  |                                 |                                 |                                 |   |  | Trentino Volley                    | 0                                  | 0                                  |
|  |                                 | Belogori'e Bélgorod             | 3                               | 3 |  |                                    |                                    |                                    |
|  | Rivijera Budva                  | 2                               | 0                               |   |  |                                    |                                    |                                    |
|  | Belogori'e Bélgorod             | 3                               | 3                               |   |  |                                    |                                    |                                    |
|  |                                 |                                 |                                 |   |  |                                    |                                    |                                    |
|  | Tours Volley-Ball               | 0                               | 0                               |   |  |                                    |                                    |                                    |
|  | Jastrzębski Węgiel              | 3                               | 3                               |   |  |                                    |                                    |                                    |
|  |                                 |                                 |                                 |   |  | Jastrzębski Węgiel                 | 3                                  | 3                                  |
|  |                                 | Resovia Rzeszów                 | 0                               | 1 |  |                                    |                                    |                                    |
|  | Resovia Rzeszów                 | 3                               | 3                               |   |  |                                    |                                    |                                    |
|  | Knack Roeselare                 | 0                               | 1                               |   |  |                                    |                                    |                                    |

| Ida                                                               | Vuelta                                                   |
| ----------------------------------------------------------------- | -------------------------------------------------------- |
| Berlín - Zenit Kazán 0-3 (20-25, 22-25, 20-25)                    | Zenit Kazán - Berlín 3-0 (25-11, 25-20, 25-23)           |
| Macerata - Piacenza 3-0 (25-22, 25-21, 25-23)                     | Piacenza - Macerata 3-0 (25-22, 25-19, 25-20; sdo 13-15) |
| Maaseik - Trentino 1-3 (25-22, 15-25, 24-26, 18-25)               | Trentino - Maaseik 3-1 (25-23, 25-19, 28-26, 25-18)      |
| Rivijera Budva - Bélgorod 2-3 (25-15, 24-26, 15-25, 25-19, 10-15) | Bélgorod - Rivijera Budva 3-0 (25-22, 25-19, 25-16)      |
| Tours - Jastrzębski Węgiel 0-3 (16-25, 24-26, 19-25)              | Jastrzębski Węgiel - Tours 3-0 (25-23, 25-16, 25-22)     |
| Resovia- Roeselare 3-1 (22-25, 25-17, 25-20, 25-18)               | Roeselare - Resovia 0-3 (23-25, 16-25, 22-25)            |

| Ida                                                   | Vuelta                                                        |
| ----------------------------------------------------- | ------------------------------------------------------------- |
| Piacenza - Zenit Kazán 0-3 (23-25, 22-25, 22-25)      | Zenit Kazán - Piacenza 3-0 (25-21, 25-20, 25-22)              |
| Bélgorod- Trentino 3-0 (25-20, 25-20, 25-18)          | Trentino - Bélgorod 0-3 (15-25, 20-25, 22-25)                 |
| Jastrzębski Węgiel- Resovia 3-0 (25-22, 25-22, 25-23) | Resovia - Jastrzębski Węgiel 1-3 (25-27, 25-23, 24-26, 24-26) |

## Final Four

### Fórmula
En la final Four se disputan a partido único las dos semifinales y las finales por el título y por el 3/4 puesto. En la eventualidad de que dos equipos del mismo país llegan a la semifinal se enfrentarán entre sí.  
La Final Four fue organizada entre el 22 y el 23 de marzo en la ciudad de Ankara y el Belogori'e Bélgorod se coronó campeón por tercera vez en su historia derrotando por 3-1 los anfitriones del Halkbank Ankara.

### Cuadro
|  | Semifinales        | Semifinales        |   |                    | Final           | Final |  |
|  |                    |                    |   |                    |                 |       |  |
|  |                    |                    |   |                    |                 |       |  |
|  |                    |                    |   |                    |                 |       |  |
|  | Halkbank Ankara    | 3                  |   |                    |                 |       |  |
|  | Jastrzębski Węgiel | 0                  |   |                    |                 |       |  |
|  |                    |                    |   |                    |                 |       |  |
|  |                    |                    |   |                    |                 |       |  |
|  |                    |                    |   |                    | Halkbank Ankara | 1     |  |
|  |                    | Belogorie Bélgorod | 3 |                    |                 |       |  |
|  |                    |                    |   |                    |                 |       |  |
|  |                    |                    |   |                    |                 |       |  |
|  |                    |                    |   |                    | Tercer lugar    |       |  |
|  |                    |                    |   |                    |                 |       |  |
|  | Belogorie Bélgorod | 3                  |   | Jastrzębski Węgiel | 3               |       |  |
|  | VK Zenit Kazán     | 1                  |   |                    | VK Zenit Kazán  | 1     |  |

| Fecha       | Partido                              | Resultado                        |
| ----------- | ------------------------------------ | -------------------------------- |
| 22 de marzo | Halkbank Ankara - Jastrzębski Węgiel | 3-0 (25-21, 25-19, 25-19)        |
| 22 de marzo | Bélgorod - Zenit Kazán               | 3-1 (25-19, 22-25, 25-18, 25-17) |

| Fecha       | Partido                           | Resultado                        |
| ----------- | --------------------------------- | -------------------------------- |
| 23 de marzo | Jastrzębski Węgiel - Zenit Kazñan | 3-1 (25-21, 20-25, 25-17, 25-23) |

| Fecha       | Partido                    | Resultado                        |
| ----------- | -------------------------- | -------------------------------- |
| 23 de marzo | Halkbank Ankara - Bélgorod | 1-3 (18-25, 25-22, 16-25, 25-27) |

### Campeón
| Campeón de la Liga de Campeones de 2013-14 |
| ------------------------------------------ |
| Belogori'e Bélgorod 3º Título              |